# Neospintharus triangularis
Neospintharus triangularis är en spindelart som först beskrevs av Władysław Taczanowski 1873.  Neospintharus triangularis ingår i släktet Neospintharus och familjen klotspindlar. Inga underarter finns listade i Catalogue of Life.